# 유희 (성헌후)
유희(劉喜, ? ~ 기원전 62년)는 전한 후기의 제후로, 중산강왕의 아들이다.

## 생애
원봉 5년(기원전 76년), 성후(成侯)에 봉해졌다.
성헌후 15년(기원전 62년)에 죽어 시호를 경(頃)이라 하였고, 아들 유득자가 작위를 이었다.

## 출전
- 반고, 《한서》 권15하 왕자후표 下

| 선대 (첫 봉건) | 전한의 성후 기원전 76년 ~ 기원전 62년 | 후대 아들 성경후 유득자 |